# Paul Schulze (Radsportler)
Paul Schulze (* 22. Oktober 1882 in Berlin; † 1918) war ein deutscher Radfahrer. 
Schulze ging für den Radfahrer-Club Groß-Lichterfelde 1894 an den Start. Er nahm an vier Wettkämpfen bei den Olympischen Sommerspielen 1908 teil. Dabei erzielte er folgende Ergebnisse:
- Sprint Bahn: Viertelfinale
- 660 Yards Bahn: Vorlauf
- 20 km Bahn: Halbfinale
- 100 km Bahn: Halbfinale (nicht beendet)